# Club Penguin
Club Penguin foi um Jogo multijogador massivo online (MMO), envolvendo um mundo virtual que continha uma série de jogos e atividades online. Foi criado pela New Horizon Interactive (hoje conhecida como Disney Canada Inc.). Os jogadores controlavam pinguins e jogavam em um mundo definido na estação de inverno. Após o teste beta, o Club Penguin foi disponibilizado ao público em 24 de outubro de 2005; e se expandiu para uma grande comunidade online, de tal forma que, no final de 2007, o jogo continha mais de 30 milhões de usuários. Em julho de 2013, o Club Penguin atingiu mais de 200 milhões de contas registradas.
Embora o jogo fosse gratuito, seu rendimento era predominantemente feito através de assinaturas pagas, o que permitia aos jogadores acessar uma variedade de recursos adicionais, como a capacidade de comprar roupas virtuais, móveis e animais de estimação (chamados puffles) para seus pinguins através do uso da moeda do jogo. O sucesso do Club Penguin levou a New Horizon a ser comprada pela The Walt Disney Company em agosto de 2007, pelo valor de 350 milhões de dólares, com um bônus adicional de 350 milhões de dólares em metas específicas para 2009.

## Jogabilidade
O Club Penguin era dividido em diversas salas e áreas distintas. O ilustrador Chris Hendricks projetou vários dos primeiros ambientes. Cada jogador recebia um iglu como lar. Os assinantes tinham a opção de abrir seus iglus para que outros pinguins pudessem acessá-los pelo mapa, sob "Iglus de Assinantes". Assinantes também podiam comprar iglus maiores e decorá-los com itens comprados com moedas virtuais que era possível de ganhar ao jogar mini-jogos. Pelo menos uma festa por mês era realizada no Club Penguin. Na maioria dos casos, um item de roupa gratuito estava disponível, tanto para assinantes quanto para usuários gratuitos. Algumas festas também forneciam salas exclusivas para assinantes, que apenas assinantes pagos podiam acessar.

## Faixa etária
O jogo foi projetado especificamente para crianças de 6 a 14 anos. No entanto, usuários de qualquer idade poderiam jogar Club Penguin. Assim, um dos principais focos dos desenvolvedores foi a segurança das crianças, com uma série de recursos que foram introduzidos no jogo para facilitar a conversa. Esses recursos incluíam a oferta de um modo "Bate-Papo Superseguro" (Ultimate Safe Chat), pelo qual os usuários selecionavam suas falas através de um menu de frases pré-programadas; essa filtragem impedia palavrões e a revelação de informações pessoais (além de moderadores que patrulhavam o jogo).

## Cancelamento
Em 30 de janeiro de 2017, foi anunciado que o jogo seria cancelado em 29 de março de 2017. Então, o Club Penguin encerrou seus servidores em 30 de março do mesmo ano, às 00:01. O jogo foi substituído por um sucessor, intitulado Ilha do Club Penguin (cancelado em setembro de 2018).

## Antecedentes
Os primeiros indícios do que viria a ser o Club Penguin começaram com um jogo de Flash 4 lançado na web, chamado Snow Blasters, em que o desenvolvedor Lance Priebe vinha desenvolvendo em seu tempo livre em julho de 2000. A atenção de Priebe foi trazida aos pinguins depois que ele "olhou para um desenho de The Far Side mostrando pinguins que estavam sentados em sua mesa". O projeto nunca foi concluído e, em vez disso, transformou-se em Experimental Penguins.
Experimental Penguins foi lançado através da empresa de empregos de Lance Priebe, o jogo online RocketSnail, de Kelowna, Colúmbia Britânica, Canadá; e o desenvolvedor de quadrinhos RocketSnail Games, em julho de 2000, embora tenha sido desativado no ano seguinte. Foi usado como inspiração para o Penguin Chat (também conhecido como Penguin Chat 1), um jogo semelhante que foi lançado logo após a remoção do Experimental Penguins.
Lançado em janeiro de 2003, o Penguin Football Chat (também conhecido como Penguin Chat 2) foi a segunda tentativa de um MMORPG com tema de pinguim; e foi criado no Flash 5, usando a mesma interface de Experimental Penguins. O jogo continha vários minijogos; e o título de estreia de RocketSnail Games foi Ballistic Biscuit, um jogo que seria colocado em Experimental Penguins e eventualmente adaptado ao Club Penguin’s Hydro Hopper. O Mancala Classic da RocketSnails Games também seria colocado no jogo como Mancala.
Lance Priebe, assim como os colegas Lane Merrifield e Dave Krysko, começou a formular o conceito do Club Penguin quando o trio não teve sucesso em encontrar "algo que tivesse alguns componentes sociais, mas fosse seguro, e não apenas comercializado como seguro" para suas próprias crianças. Dave Krysko, em particular, queria construir um site de rede social seguro que seus filhos pudessem desfrutar sem publicidade. Em 2003, Merrifield e Priebe se aproximaram de seu chefe, com a ideia de criar uma empresa spin-off para desenvolver o novo produto. A empresa spin-off seria conhecida como New Horizon Interactive.

## Adaptações
O especial de Natal para televisão foi feito baseado no jogo, intitulado "Feliz Dia da Morsa", produzido pela British Company Factory. Foi ao ar no Disney Channel do Reino Unido no dia 17 de dezembro de 2014. Em 2008, foi lançado o jogo Club Penguin: Elite Penguin Force, para Nintendo DS. No mesmo ano, foi lançado o Club Penguin: Herbert´s Revenge, também para o console da Nintendo, ambos desenvolvidos pela 1st Playable Productions. Mais futuramente, foi lançado o jogo Club Penguin: Game Day!, para Wii, lançado em setembro de 2010 e desenvolvido pela AQ Interactive.

## Controvérsias
Apesar de ser considerado um espaço seguro na internet, o Club Penguin ainda pode apresentar perigos para crianças, como o assédio virtual. Como o jogo é livre para qualquer pessoa se cadastrar e jogar, pode haver o contato de adultos com crianças, o que pode resultar no crime de pedofilia, principalmente como os casos de assédio sexual digital em remakes (recriações feitas pela comunidade, conhecidas como Club Penguin Private Servers) do já desativado Club Penguin.

## Servidores privados
Um Servidor Privado de Club Penguin (do inglês Club Penguin Private Server, comumente abreviado e conhecido como CPPS) é um jogo multijogador online que não faz parte do Club Penguin, mas usa arquivos SWF não licenciados de Club Penguin, um banco de dados e um emulador de servidor para criar um ambiente semelhante ao jogo. Muitos os utilizam agora para jogar o jogo original após sua descontinuação. Os CPPS frequentemente contêm recursos que não existiam no jogo original, como itens e salas personalizadas, assinatura gratuita, etc.
Ao longo da existência do jogo oficial, vários jogadores criaram servidores privados do Club Penguin, e em resposta ao seu encerramento, mais servidores privados foram criados. O  Club Penguin Rewritten, uma recriação bastante popular, foi lançado em 12 de fevereiro de 2017. Ele havia alcançado um milhão de jogadores até 12 de outubro de 2017, antes de anunciar seu fechamento permanente em 4 de março de 2018. Citando o apoio e financiamento da comunidade, no entanto, a recriação retornou um mês depois, em 27 de abril de 2018, com todas as contas de usuários existentes. O Club Penguin Rewritten atingiu oito milhões de contas registradas em 2 de dezembro de 2020; quase o dobro do número que o Club Penguin tinha 14 anos antes, em dezembro de 2006.
Durante a pandemia de COVID-19, os servidores privados experimentaram um aumento de popularidade, com algo entre seis e oito mil novos jogadores se registrando diariamente. Em 16 de abril de 2020, a música norte-americana Soccer Mommy colaborou com o Club Penguin Rewritten para realizar um concerto virtual para seu novo álbum Color Theory. O evento foi remarcado a partir de 2 de abril de 2020, devido ao número de jogadores superior ao esperado, que sobrecarregou o servidor.

### Estado legal
Como os servidores privados essencialmente copiam materiais protegidos por direitos autorais da Disney, houve muita controvérsia sobre se criar e hospedar esses servidores é legal. A Disney e o Club Penguin buscaram numerosos CPPS e tentaram removê-los com avisos do DMCA.

### Vulnerabilidades
Muitos servidores privados tornaram-se vulneráveis a ataques DDoS e vazamentos de banco de dados devido a medidas de segurança insuficientes. Em 21 de janeiro de 2018, os dados de login de mais de 1,7 milhão de usuários do Club Penguin Rewritten foram roubados após uma violação de dados, e em 27 de julho de 2019, o servidor privado sofreu um segundo vazamento de dados, expondo as informações de mais 4 milhões de contas.

### Encerramento
Em 14 de maio de 2020, foi anunciado que todos os servidores privados usando a marca Club Penguin receberam avisos de remoção de DMCA após alegações de predatismo por parte de um administrador de outro servidor privado popular, o Club Penguin Online. Em 15 de maio de 2020, o site foi encerrado após cumprir com o aviso de remoção de DMCA pela The Walt Disney Company. Em um comunicado, a Disney afirmou: "A segurança das crianças é uma prioridade máxima para a Walt Disney Company, e estamos chocados com as alegações de atividades criminosas e comportamento abominável neste site não autorizado que está usando ilegalmente a marca e personagens do Club Penguin para seus próprios fins. [...] Continuamos a fazer valer nossos direitos contra esse e outros usos não autorizados do jogo Club Penguin."
O Club Penguin Rewritten foi encerrado em 13 de abril de 2022 pela Police Intellectual Property Crime Unit da City of London Police, que assumiu o controle do site e prendeu três pessoas "sob suspeita de distribuir materiais que infringem direitos autorais". Segundo um dos administradores do jogo, a equipe encerrou o jogo e "entregou voluntariamente o controle do site à polícia" após um pedido da Disney.

## Prêmios e indicações
| Ano  | Prêmio                                                         | Título    | Recipiente   | Resultado | Ref    |
| ---- | -------------------------------------------------------------- | --------- | ------------ | --------- | ------ |
| 2008 | Web Marketing Association Entertainment Standard of Excellence |           | Club Penguin | Venceu    | [ 41 ] |
| 2008 | Web Marketing Association Game Site Standard of Excellence     |           | Club Penguin | Venceu    | [ 41 ] |
| 2008 | Webby Awards, Categoria Juvenil                                |           | Club Penguin | Indicado  | [ 42 ] |
| 2009 | Webby Awards, Categoria Jogos                                  |           | Club Penguin | Venceu    | [ 43 ] |
| 2010 | Children's BAFTA Award                                         | Kids Vote | Club Penguin | Venceu    | [ 44 ] |
| 2011 | Children's BAFTA Award                                         | Kids Vote | Club Penguin | Indicado  | [ 45 ] |
| 2012 | Children's BAFTA Award                                         | Kids Vote | Club Penguin | Indicado  | [ 46 ] |
| 2013 | Children's BAFTA Award                                         | Kids Vote | Club Penguin | Indicado  | [ 47 ] |
| 2014 | Children's BAFTA Award                                         | Kids Vote | Club Penguin | Indicado  | [ 48 ] |